# 桥北村遗址
桥北村遗址，位于河南省洛阳市嵩县，是新石器时代的古遗址，属于仰韶文化。2013年5月，中国国务院公布为第七批全国重点文物保护单位（古遗址）。该遗址位于嵩县库区乡桥北村，于1956年冬发现。出土器物以细泥红陶、粗红陶和白衣彩陶为主，还有少量夹砂粗陶。石器有钻孔石刀、石镰、石凿、石轮、石斧等。